# Clarice Orsini
Clarice Orsini (Roma, Estats Pontificis, ~1450 – Florència, República de Florència, 30 de juliol de 1488) fou una noble italiana que va esdevenir esposa de Llorenç el Magnífic.
Filla de Jacopo Orsini i la seva cosina Magdalena Orsini, membres de la poderosa família Orsini, es casà per poders el 4 de juny i en persona el 28 de desembre de 1469 amb Llorenç el Magnífic per mediació de Lucrècia Tornabuoni, que volgué emparentar el seu fill amb una donzella de sang noble. D'aquesta unió nasqueren:
- Lucrècia de Mèdici (1470-1553), casada el 1488 amb Jacopo Salviati, avis del papa Lleó XI
- dos bessons sense nom (1471)
- Pere II de Mèdici (1472-1503), senyor de Florència
- Magdalena de Mèdici (1473-1528), casada el 1487 amb Francesc de Cybo
- Giovanni di Lorenzo de Mèdici (1475-1521), cardenal i futur papa Lleó X
- Lluïsa de Mèdici (1477-1488)
- Contessina de Mèdici (1478-1515), casada amb Piero Ridolfi
- Julià de Mèdici (1479-1516), duc de Nemours[1]

Clarice no fou popular a la ciutat de Florència, la seva estricta personalitat catòlica estava en profund contrast amb els ideals humanistes de l'època. Durant la Conspiració dels Pazzi, l'objectiu de la qual era assassinar Lorenzo i el seu germà menor Julià, Clarice i els seus fills van ser enviats a Pistoia. Clarice Orsini va retornar a Roma en diverses ocasions a visitar els seus familiars; també va visitar Volterra, Colle di Val d'Elsa i Passignano sul Trasimeno. Va morir de tuberculosi el 1488 a la ciutat de Florència i va ser enterrada amb funerals solemnes a la basílica de San Lorenzo.